# 조경연 생가
조경연 생가는 대한민국 전라남도 강진군 성전면에 있다. 2010년 3월 3일 강진군의 향토문화유산 제35호로 지정되었다.

## 개요
조경연은 1918.3.20. 강진군 성전면 송월리에서 출생하여 1950.10.23. 해군 중위 임관되었다. 1951~1958 항공기 7대(수상4/육상3)를 제작하였고, 1963.3. 중령 전역(해군 6항공전단 초대 항공대장)하여 1991년에 별세(강진군 성전면 송월리)하였다. 우리나라 최초의 비행기(수상항공기)를 제작하였던 조경연은 항공기의 선각자이다. 그가 태어나고 노후를 보냈던 생가를 향토문화유산으로 지정 보존하고 있다.